# Adam Bohorič
  Adam Bohorič    (Brestanica, 20 de novembre de 1520 - Presladol, 20 de novembre de 1598) fou un predicador protestant eslovè, mestre i autor de la primera gramàtica de l'eslovè.
Bohorič va néixer a la ciutat comercial de Reichenburg en el Ducat d'Estíria (actualment Brestanica a Eslovènia. El 1584 va escriure la seva obra més notable, Articae horulae succisivae (català: Les hores lliures de l'hivern). El llibre, escrit en llatí, fou la primera gramàtica de l'eslovè i la primera guia normativa eslovena. En aquesta obra, Bohorič establí les normes per al primer alfabet eslovè, ara anomenat alfabet Bohorič. Fou usat fins als anys 1840, quan fou reemplaçat per l'alfabet croat.